# Полтавский турбомеханический завод
Полтавский турбомеханический завод (укр. Полтавський турбомеханічний завод) — одно из старейших промышленных предприятий Полтавы.

## История

### 1889—1917
История предприятия начинается в сентябре 1889 года, когда в городе был создан частный чугунолитейный завод купчихи М. Э. Поляковой, который занимался ремонтом сельскохозяйственного инвентаря, изготавливал повозки и полевые кухни для русской армии. Изначально, численность работников завода составляла всего 25 человек (15 взрослых рабочих и 10 подростков).

### 1918—1991
После Октябрьской революции 1917 года завод был национализирован, в следующие годы в его состав были включены свыше десяти артелей, выполнявших работы по металлу.
До окончания гражданской войны хозяйственное положение завода оставалось сложным, даже в 1921 году предприятие выпускало в основном низкотехнологичную продукцию (гвозди, сельскохозяйственный инструмент, детали для сельхозмашин и т.д.).
В 1925 году на заводе была сконструирована и изготовлена первая в СССР трикотажная машина - вязальная машина "Полтавчанка", в дальнейшем предприятие освоило серийный выпуск чулочных и мотальных машин для трикотажной промышленности.
В декабре 1925 года в Полтаве состоялась окружная партийная конференция, на которой было принято решение о развитии промышленных предприятий Полтавы.
В 1926 году предприятие получило новое наименование - завод "Металл".
С начала 1927 года началась реконструкция предприятия (получившего новое наименование - Полтавский ремонтно-механический завод "Металл"), помимо ремонта сельхозмашин на заводе был освоен ремонт автомобилей и тракторов.
В 1931 году на заводе была построена первая в СССР плоскопечатная полиграфическая машина.
В 1932 году при 5-й трудовой школе города были открыты курсы ликбеза для обучения рабочих завода.
В ноябре 1933 года на заводе прошёл коммунистический субботник, в котором приняли участие около 600 человек, заработанные в этот день денежные средства в размере 1628 рублей были перечислены в Фонд обороны.
После начала Великой Отечественной войны, в связи с приближением к городу линии фронта завод был эвакуирован в Саратов.
В период немецкой оккупации завод был полностью разрушен (убытки составили 33 млн. рублей), но уже в конце 1943 года на предприятии начались восстановительные работы. В конце 1943 года завод выпустил первую продукцию - вёдра, плиты и духовки.
В 1946 году завод приступил к освоению изготовления новой продукции – запасных частей для восстановления паровых и газовых турбин энергетических установок. Предприятие было подчинено наркомату электростанций СССР, в сжатые сроки были введены в эксплуатацию новые производственные мощности.
В 1954 году был построен Дом культуры завода (Павленковская площадь, 1), в котором с 1957 года началось создание музея истории завода.
В 1958 году завод получил новое наименование: "Полтавский турбомеханический завод".
С начала 12-й пятилетки в 1980 году до 1989 года завод освоил выпуск 20 новых видов продукции (в том числе, 13 новых товаров народного потребления).
По состоянию на начало 1989 года, завод являлся головным предприятием по выпуску запасных частей к паровых турбинам советского и иностранного производства, его продукция поставлялась на экспорт в 30 стран мира. На балансе предприятия находились жилой фонд для работников завода и объекты социальной инфраструктуры: заводская база отдыха, Дворец культуры и техники, продуктовый магазин, столовая, кулинария, буфет, парикмахерская и мастерская по ремонту обуви.

### 1991-2022
В мае 1995 года Кабинет министров Украины включил завод в перечень предприятий, подлежащих приватизации в течение 1995 года.
В феврале 2002 года завод освоил производство воздушных винтовых компрессоров.
В 2003 году завод вошёл в состав концерна «Укрросметалл».
2004 год завод завершил с чистой прибылью 7,133 млн. гривен.
Начавшийся в 2008 году экономический кризис осложнил положение завода. 2008 год завод завершил с убытком 4,082 млн. гривен. В первом полугодии 2009 года на техническое переоснащение предприятия было израсходовано 9 млн. гривен (закуплено и установлено 13 единиц нового оборудования - токарных и фрезерных станков с числовым программным управлением) и в мае 2009 года положение предприятия стабилизировалось.
2009 год завод завершил с чистой прибылью 145 тыс. гривен (увеличив чистый доход на 28,26% по сравнению с 2008 г.).
В сентябре 2012 года выпускаемая заводом винтовая компрессорная стационарная установка ВВУ-5/7 победила в конкурсе "100 лучших товаров Украины", проводимом государственным центром метрологии Украины и была внесена в перечень 100 лучших товаров Украины.
По состоянию на начало 2014 года, завод входил в перечень ведущих промышленных предприятий Полтавы. Основной продукцией завода являлись узлы и детали для реконструкции паровых турбин электростанций, компрессоры для тепловозов и электровозов, компрессорные станции для строительных организаций, маслоочистительные машины.
5 ноября 2024 года остановил работу.